# 자오쥔저
자오쥔저(중국어: 肇俊哲, 1979년 4월 19일 ~ )는 중국의 전 축구 선수이자 현 축구 지도자로 현역 시절 랴오닝 훙윈에서 미드필더로 오랫동안 활약했으며 1998년 아시안 게임 동메달리스트이다.

## 축구인 경력

### 선수 경력
랴오닝 훙윈의 유소년 팀을 거쳐 1999년 프로 무대에 데뷔하였다. 데뷔 시즌 이후 주전으로 활약하며 2003 시즌 팀이 슈퍼리그로 승격하는 데 크게 기여하였다. 슈퍼리그에서의 첫 시즌인 2004 시즌 리그 21경기에 출전하여 3골을 기록한 리그에서의 활약과 아시안컵에서의 활약을 바탕으로 2004년 중국 올해의 선수 상을 수상하였다.

### 국가대표 경력
1998년 A매치 데뷔전을 치른 후 국가대표팀과는 인연이 없었으나 2002년 한일 월드컵을 앞두고 대표팀에 재발탁되었다. 월드컵 브라질과의 경기에선 골대를 맞추는 등 좋은 활약을 펼쳤으나 중국의 조별 예선 탈락을 막지는 못하였다. 이후 꾸준히 대표팀에 발탁되며 2004년 아시안컵 준우승 등에 기여하였으나 저우하이빈에 주전 자리를 내준 후 대표팀에서 멀어졌다.

## 대회 성적

### 클럽 (선수)
랴오닝 훙윈
- 중국 슈퍼리그 : 3위 (2011), 4위 (2004)
- 중국 갑급리그 : 우승 (2009)
- 중국 축구 갑급 A리그 : 준우승 (1999), 3위 (2001)
- 중국 축구 갑급 B리그 : 준우승 (1998)
- 중국 FA컵 : 준우승 (1998, 2002)
- 중국 슈퍼컵 : 우승 (1999)

### 국가대표팀 (선수)
중국
- 아시안 게임 : 동메달 (1998)
- AFC 아시안컵 : 준우승 (2004)

### 개인 수상
- AFC 아시안컵 올스타팀 : 2004
- 중국 축구 협회 올해의 선수 : 2004
- 중국 슈퍼리그 올해의 팀 : 2002, 2003